# El fanatismo o Mahoma
El fanatismo o Mahoma es una tragedia de Voltaire escrita en 1736 y representada por primera vez en Lille el 25 de abril de 1741 en el teatro de la Vieja Comedia y después en París el 9 de agosto de 1742. Más tarde será prohibida por una decisión del Parlamento de París.
Con Mahomet carga frontalmente contra la religión musulmana de la cual el autor denuncia, a través del personaje de Mahoma, el fanatismo y el integrismo religioso del islam, al menos en apariencia. Voltaire obtuvo un éxito particularmente grande desde la primera representación de la obra.
Como a menudo ocurre con Voltaire, sin embargo fue «la intolerancia de la Iglesia católica y sus crímenes cometidos en el nombre de Cristo» los primeros a los que se dirigió el filósofo de la Ilustración. Esto es lo que el propio Voltaire confesó en una carta de 1742: «Mi obra representa, bajo el nombre de Mahoma, el prior de los jacobinos poniendo la daga en la mano de Jacques Clément».
Voltaire precisó su pensamiento en 1748 en un artículo sobre el Corán que siguió a su tragedia: «Si su libro es malo para nuestro tiempo y para nosotros, sería bastante bueno para sus contemporáneos, y su religión aún mejor. Ha de reconocerse que eliminó de casi toda Asia la idolatría».
Según Raymond Trousson, Voltaire era bastante «consciente de la violación de la verdad histórica» y hablaría de forma muy distinta de Mahoma en su Ensayo sobre las costumbres y el espíritu de las naciones.
En 1772 Voltaire habló de Mahoma de la siguiente manera: «No, Mahoma no hizo caso de milagros sucedidos en un pueblo y sólo habla unos cien años después del presunto evento [...] Su religión es sabia, severa, casta y humana: sabia, ya que no cae en la locura de dar asociados a Dios, y no tiene misterios; severa, ya que prohíbe el juego, el vino y los licores fuertes y ordena a la oración cinco veces al día; casta, ya que reduce a cuatro mujeres el número prodigioso de mujeres que compartían la cama de todos los príncipes de Oriente; humana, ya que ordenó dar limosnas con más rigor que el viaje a La Meca. Añadir a todas estas características de verdad la tolerancia».